# Wangmo
Wangmo är ett härad i den autonoma prefekturen Qianxinan för buyi- och miao-folken i Guizhou-provinsen i sydvästra Kina.